# جمل عربي
الجمل العربي (الاسم العلمي: Camelus dromedarius) حيوان ضخم من الجمليات مزدوجات الأصابع يُعرف أيضا بأسماء عديدة منها الجمل وحيد السنام، البعير العربي، الإبل العربية، والهجين في بعض الأحيان. لا يُعرف على وجه التحديد الموطن الأصلي للجمل العربي البرّي ولكن يُحتمل بأن يكون شبه الجزيرة العربية. يعيش الشكل المستأنس من هذه الجمال اليوم في شمال إفريقيا، الشرق الأوسط، وشمال الهند، ولم يبقى هناك أي جمل عربي برّي في العالم، والطريقة الوحيدة لدراسة تصرف هذا النوع في البرّية هي مراقبة الجمهرة الوحشيّة التي أدخلت إلى أستراليا في أواخر القرن التاسع عشر وأوائل القرن العشرين. وكانت الجمال العربية قد أدخلت إلى جنوب غرب الولايات المتحدة في نفس الفترة تقريبا، لكنها سرعان ما انقرضت هناك بسبب صيدها من قبل المزارعين والسكان الأصليين بسبب أنها تنافس الماشية المستأنسة على الموارد الغذائية الشحيحة أصلا في المنطقة.
الجمل العربي هو أحد أكثر الأنواع شهرة في فصيلة الجمليات التي تنتمي إليها اللاما والألبكة من أميركا الجنوبية، والجمل ذو السنامين أو الفالج من آسيا الوسطى الذي يمتلك سنامين على عكس العربي. لا يزال بعض الناس - الغربيّين إجمالا - يعتقدون أن لكل الجمال سنامين، لذا فإن الخبراء يلجأون لبعض الأساليب التي تساعد على تذكّر أي جمل يمتلك سنامين وأيها يمتلك سناما واحدا، ومن هذه الأساليب الحرف الذي يُشكّل بداية الكلمة، فاسم الجمل العربي بالإنكليزية هو "Dromedary camel" يبدأ بحرف D الذي يشكّل سناما واحدا على جنبه، بينما اسم الفالج هو "Bactrian camel" يبدأ بحرف B الذي يُشكّل سنامين على جنبه.
يفترض البعض أن اسم الجمل العربي في الإنجليزية: Dromedary (تنقحر إلى درومادري)، والذي يترجم في العربية «هجين»، يجب أن يستعمل لوصف جمال السباق فقط (تشتق كلمة «درومادري» من اليونانية بمعنى الركض) أما في العربية فإن وصف هجين يطلق أصلا على تلك الجمال. لقب أخر يُطلق على هذه الحيوانات هو «سفينة الصحراء»، بسبب النظر إليها منذ القدم على أنها الوسيلة الأفضل التي يسافر الأنسان عبر الصحراء بواسطتها.

## الوصف

بنية الهيكل العظمي للجمل العربي

يبلغ علو الذكور البالغة ما بين 1.8 أمتار ومترين وزنتها ما بين 400 و600 كيلوغرام، بينما تصل الإناث في علوها إلى ما بين 1.7 و1.9 أمتار ويكون وزنها أقل من الذكور بنسبة 10%. وبالإضافة لذلك فإن لذكور الجمل العربي حنك طري تقوم بنفخه ليشكل كيسا وردي اللون (يسمى الدّولة) يتدلى من جوانب فمها لجتذب الإناث خلال موسم التزاوج.
تتميز الجمال العربية بعنقها الطويل المقوّس، صدرها العميق الضيّق، وسنامها الوحيد الذي يتكوّن من دهون مضغوطة بواسطة نسيج حيوي ليفيّ تشكّل مخزونا للغذاء في أوقات الحاجة. يختلف حجم السنام باختلاف كمية الغذاء التي يحصل عليها الجمل، حيث يصبح كبيرا ومكتنزاً بحال كان يحصل على غذاء كاف، وصغيرا متدليّا إلى أحد الجانبين بحال لم يحصل على غذاء كافي. لهذه الحيوانات أيضا شفاه غليظة تساعدها على الاقتيات على النباتات الخشنة الشوكيّة. يتراوح لون الجمل العربي عادة من البني الضارب إلى القشدي إلى البني الرملي، إلا أنه يمكن أن يتراوح أيضا من الأسود تقريبا إلى شبه الأبيض. يغطي الشعر الخفيف جسد هذه الحيوانات، وهو يزداد طولا على الحلق، الكتفين، والسنام. وللجمل العربي أقدام شبيهة بالخفّ تساعده بالمشي على الرمال، وتُعد هذه الأقدام حسّاسة جداً إذ يمكن جرحها عند المشي على الصخور الحادّة، وهي غير مناسبة للتنقل على الأراضي الزلقة أو الموحلة. تتميز هذه الحيوانات أيضا برموشها الطويلة والسميكة بالإضافة إلى أذنيها الصغيرة المكسوة بالشعر. يصل عدد أسنان الجمال العربية إلى 34 (المعادلة هي: 1/3; 1/1; 3/2; 3/3.).

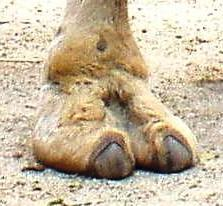
خفّ الجمل العربي

يُعد الجمل العربي حيوان الصحراء الأقصى بما أنه ذو تأقلمات جسديّة مناسبة جدا تمكنه من العيش في تلك البيئة، فهو يمتلك طبقتين من الرموش الطويلة لحماية عينيه من الرمل والغبار المتطاير، كما له المقدرة على إغلاق فتحتيّ أنفه عند هبوب عاصفة رملية لمنع الرمال من الدخول. للجمال العربية القدرة على الحفاظ على الماء بطرق مختلفة، منه مقدرتها المذهلة على تعديل حرارة جسدها من °34 إلى °41.7 سلسيوس،
مما يجعلها لا تتعرّق عند ارتفاع درجة الحرارة الخارجيّة، كما يُمكن لمجموعة من الجمال أن تتفادى الحر عبر الالتصاق ببعضها البعض. يمكن لهذا النوع أن يتحمّل فقدان نسبة 30% من الماء في جسده، وهي نسبة عالية مقارنة بمعظم الثدييات الأخرى التي يعتبر فقدان 15% من الماء في جسدها قاتلا بالنسبة لها، كما أن الجمال العربية قادرة على التميّه بسرعة كبيرة، حيث أنها تستطيع شرب 100 ليتر من المياه خلال 10 دقائق فقط، وهي خطوة تعد مميتة لأي نوع أخر من الثدييات، وهي قادرة أيضا على شرب الماء المعتدل الملوحة.

## السلوك والعادات

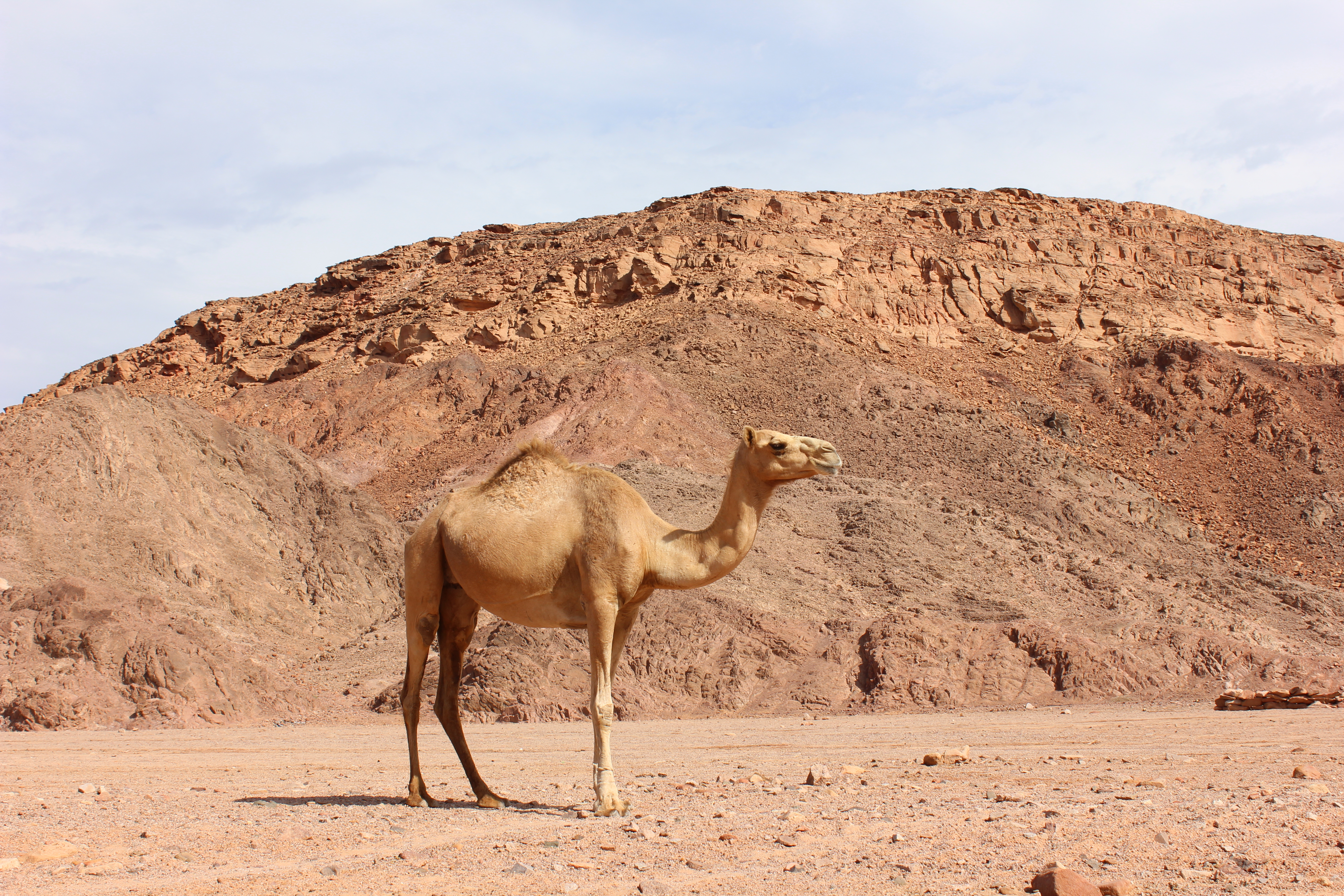
جمل عربي بمنطقة ديسكو تاور أو ما يُعرافه أهل سيناء بالرويهبية في نويبع، جنوب سيناء، مصر.

لا تظهر الجمال العربية عادة أي سلوك عدائي خارج موسم التزاوج، عندما تصبح الذكور نكدة المزاج وتتواجه مع بعضها البعض للحصول على حق التزاوج مع الإناث. تأخذ المواجهات بين الجمال العربية بضعة أشكال مثل دفع بعضها البعض بكامل ثقل جسدها أو خفض الرأس والعنق؛ ومن ثم العضّ بطريقة لا تسبب الأذى؛ وأحيانا بصق الجرة على مهاجمها بحال أثيرت أو تعرضت للأذى. تشكّل الجمال العربيّة قطعانا يتراوح عدد أفرادها بين 2 و20 جملا، وتعتبر العائلة هي الوحدة الاجتماعية الأساسية في القطيع والتي تتألف من ذكر بالغ، أنثى واحدة أو عدد منها، جمال يافعة، وعدد من الصغار (صغير الجمل يُسمّى فصيل في اللغة العربية). يمنع الذكر المسيطر في كل مجموعة عائليّة أي احتكاك بين إناثه والذكور العازبة عبر المشي أو الوقوف حائلا بينها، أو مطاردة الذكور العازبة وإبعادها. يعتبر الذكر الفرد المسيطر الوحيد في مجموعته، وهو يحرّك القطيع ويوجهه من الخلف، بينما تتناوب الإناث على القيادة وهي تميل أن تتنقل كصف واحد. أظهرت بعض المراقبات أن الجمال العربية تستمتع بحكّ أقسام من جسدها بواسطة قوائمها الأمامية أو الخلفية، أو بواسطة قواطعها السفليّة، كما وقد تمّت رؤيتها في الكثير من الأحيان وهي تحكّ جسدها على الأشجار، كما يبدو أنها تحب أن تتمرّغ بالرمل.

### التناسل
تقوم الذكور بتهديد بعضها البعض عندما تتنافس على الإناث عن طريق إصدار أصواتا منخفضة بواسطة الزائدة اللحميّة في فمها، الوقوف بشكل يظهرها بأطول ما يمكن، وتكرار عدد من الحركات برأسها مثل خفضه ورفعه، وطيّ العنق إلى الخلف. وعندما تتواجه الذكور فإنها تحاول أن تنزل خصمها إلى الأرض عن طريق عضّ قوائمه وإمساك رأسه بفكيها. تصل الإناث لمرحلة النضوج الجنسي بسن 3 سنوات، ولكنها لا تتزاوج حتى تبلغ 4 أو 5 سنوات، أما الذكور فإنها تبدأ بالمرور بحالة التهيّج عندما تبلغ 3 سنين لكنها لا تصل لكامل نضجها الجنسي حتى سن 6 سنوات. تعدّ الذكور والإناث متناسلة موسميّة عادةً، فالتزاوج يحصل خلال الشتاء ويمتد طيلة فصل الأمطار؛ لكن الوقت يختلف بحسب اختلاف موطن هذا النوع. يُعتقد بأن ما يحث على بداية موسم التزاوج هو نسبة تغذية الجمل، فإن كان لا يعاني نقصا بالغذاء بدأ الموسم والعكس صحيح، وطول النهار. تستمر المجامعة لما بين 7 و35 دقيقة، ويبلغ معدلها ما بين 11 و15 دقيقة.
تدوم فترة الحمل عادة 13 شهراً  لتلد الأنثى بعدها فصيلا واحداً. يستطيع الفصيل أن يمشي بسهولة عند نهاية اليوم الأول من حياته، ويبقى برعاية والدته لسنة واحدة أو سنتين عادة، ويستمر بالرضاعة طيلة هذه الفترة. يزيد وزن الفصيل عادة بما يتراوح بين 19 و31 كيلوغراما في سنته الأولى. يمتد أمد حياة الجمل العربي لما بين 40 و50 سنة.

### الحمية
الجمال العربية حيوانات عاشبة تقتات بشكل رئيسي على النباتات الشوكيّة، الأعشاب الجافّة، وآجام الملح؛ إلا أنها ليست انتقائيّة وستقتات على كل نوع نبات ينمو في الصحراء. الجمل العربي حيوان راعي إجمالا، تشكّل الأعشاب والحشائش حوالي 70% من حميته، وهو يمضي ما بين 8 إلى 12 ساعة يوميّا في الرعي، يقابلها عدد مماثل من الساعات يمضيها في الاجترار. وعند الاقتيات تنتشر الجمال عبر مساحة شاسعة من الأرض وتنتقي بضعة أوراق فقط من كل نبتة، ويخفف هذا الشكل من الاقتيات الضغط على النباتات ويقلل من نسبة المنافسة مع الأنواع الأخرى من العواشب البلديّة. أما بالنسبة للجمال، فإن شكل الاقتيات هذا يخفف من احتمال تعرضها للتسمم من أي سوائل تفرزها النبتة لحماية نفسها. تحتاج هذه الحيوانات إلى استهلاك أملاح تزيد كميتها بستة إلى ثمانية مرّات عن الكمية التي تحتاجها حيوانات أخرى، كي تتمكن من حفظ الماء وتخزينه، وبالتالي فإن ثلث غذائها يجب أن يكون نباتا ملحيّا. تستطيع الجمال العربية أن ترعى الأشجار حتى علوّ 3.5 أمتار، حيث تكسّر اللأغصان وتعرّيها بحركة واحدة، وتستخدم الجمال شفتيها للإمساك بغذائها، ومن ثمّ تمضغ كل لقمة لما بين 40 و50 مرّة، وهي تبقي فمها مفتوحا عندما تمضغ النبات الشوكي.

## استئناس النوع

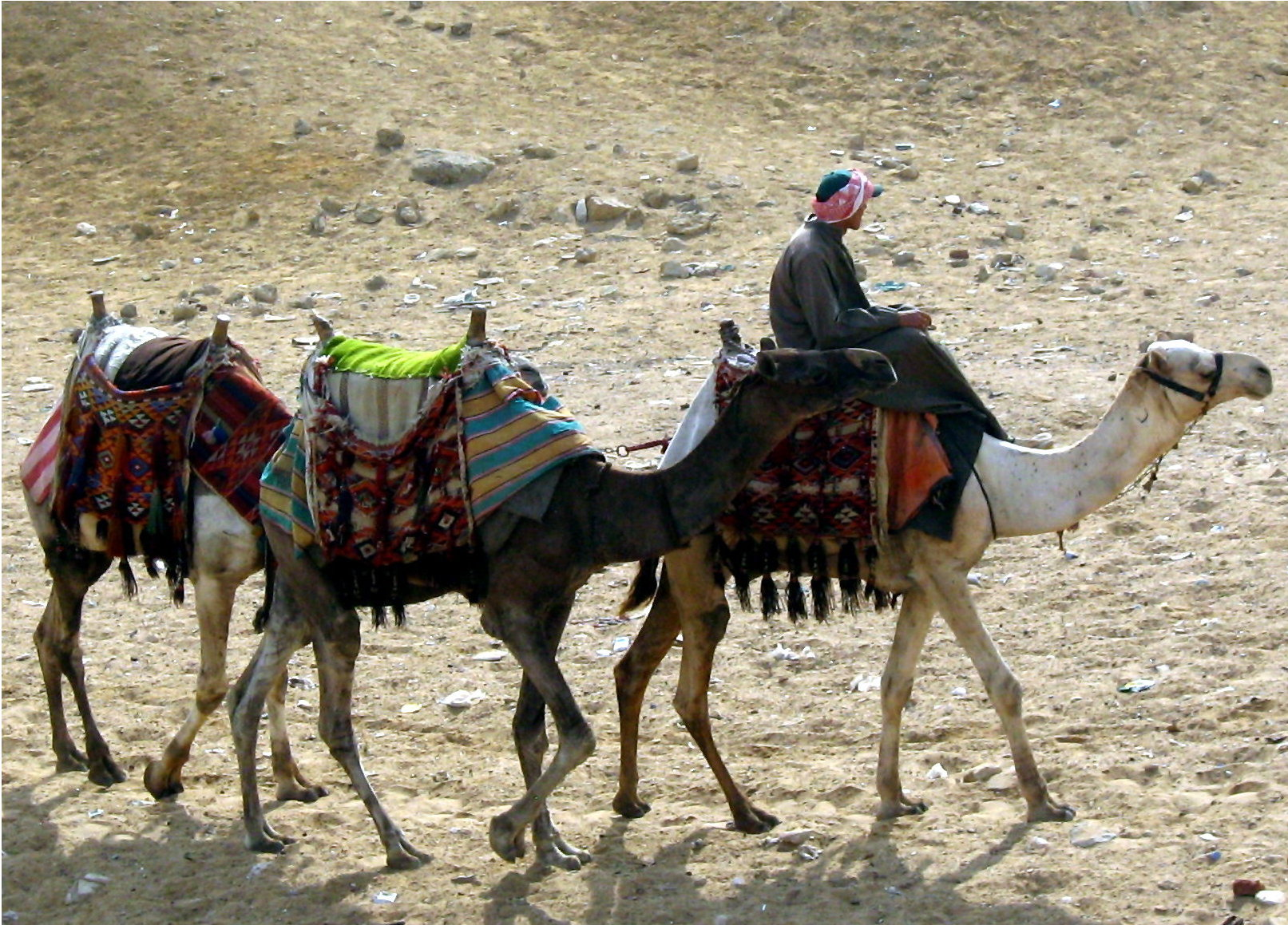
جمال عربيّة مستأنسة بالقرب من أهرامات الجيزة، مصر

استؤنست الجمال العربيّة في أواسط شبه الجزيرة العربية أو جنوبها منذ آلاف السنين إلا أن الخبراء يختلفون حول تحديد الفترة الصحيحة بالضبط. فالبعض منهم يفترض أن هذا حصل قرابة العام 4000 ق.م بينما يقول أخرون أن التدجين حصل حوالي العام 1400 ق.م ثم انتشرت في الشرق الأوسط حوالي ما بين 930ق.م 1000ق.م ويذهب لهذه التقدير معظم الدراسات والابحاث الحديثة ويذهب لها عامة الخبراء ويعيش في العالم حاليا قرابة 13 مليون جمل عربي مستأنس تنتشر بشكل رئيسي من غرب الهند عبر باكستان إلى إيران وحتى شمال أفريقيا. لا تعيش حاليا أي جمال عربية بحالة بريّة طبيعية في موطنها الأصلي على الرغم من أن الجمهرة الوحشيّة الأسترالية يقدر عددها بحوالي 300,000 رأس على الأقل، إلا أنها لا تعتبر بريّة لأن أسلافها التي أحضرت إلى أستراليا كانت أليفة، والأمر سيّان بالنسبة للجمال التي يطلقها البدو في الصحراء في الشرق الأوسط بعد أن أصبحت غير قادرة على تحمل العمل المضني وخدمة أصحابها. وحوالي القرن الثاني ق.م أدخلت الجمال العربية إلى مصر وشمال إفريقيا، كما وقد تمّ إدخالها إلى جزر الكناري مؤخرا كحيوانات داجنة أيضا.

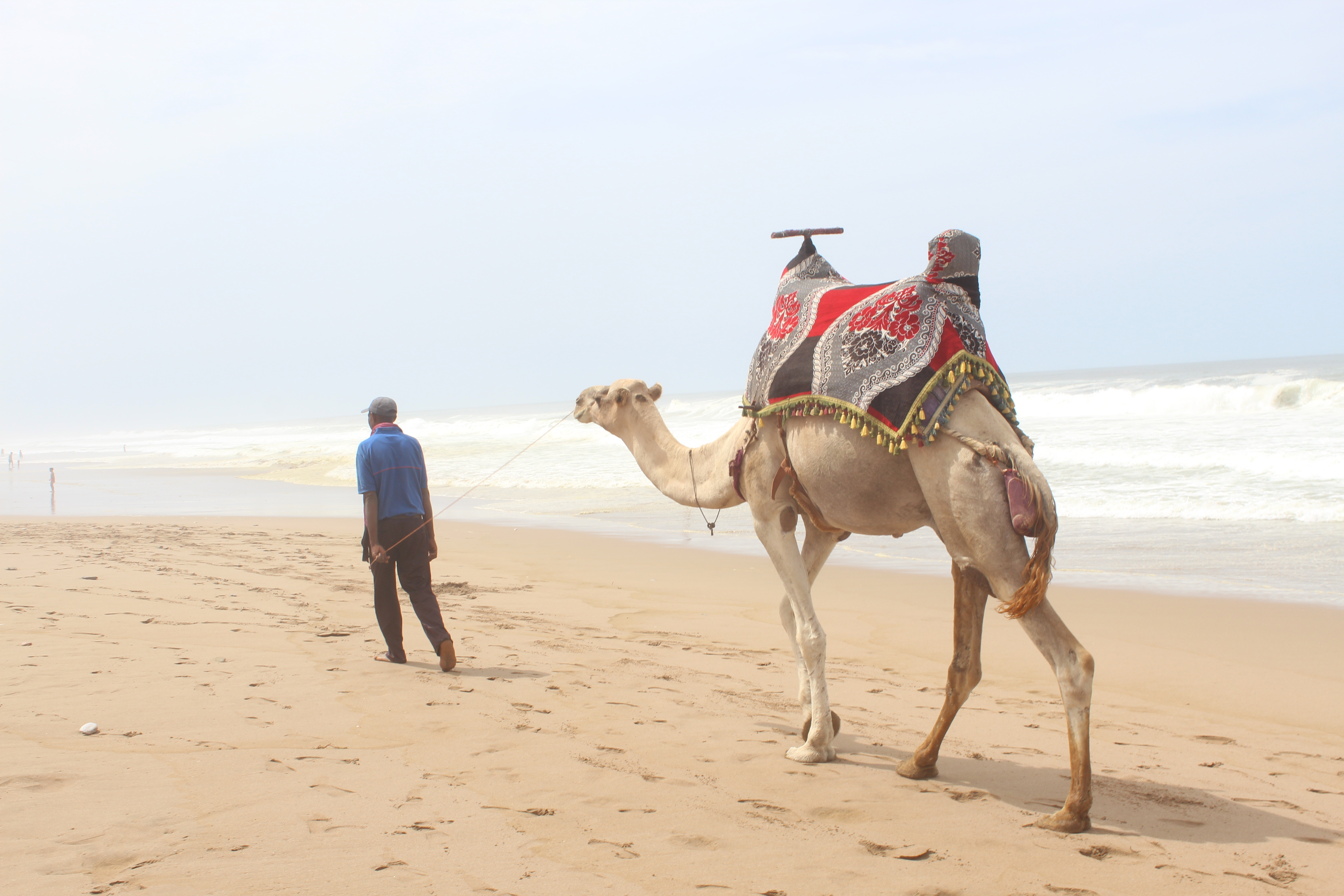
جمل عربي على رمال شاطئ اكلو بمدينة تزنيت

يعتبر الجمل العربي والجمل ذو السنامين الجمال الحقيقيّة الوحيدة التي لا تزال على قيد الحياة اليوم، على الرغم من تواجد بعض أنواع الجمليات الأخرى الحية. أستؤنس الجمل ذو السنامين في آسيا في فترة ما قبل العام 2500 ق.م، أي استئناس أوّل الجمال العربيّة بفترة طويلة، وهذا الأخير حيوان قصير قادر على التحمل بشكل أكبر من العربي وهو يتواجد في المنطقة الممتدة من إيران إلى التبت. أما الجمل العربي فأطول وأسرع من قريبه حيث يستطيع الاستمرار بالعدو بسرعة 13-14.5 كيلومترات في الساعة (8-9 أميال في الساعة) على مدى ساعات عديدة، وبالمقابل فإن ذو السنامين المحمّل يتنقل بسرعة 4 كيلومترات في الساعة (ميلين ونصف في الساعة).

### تاريخ النوع
كانت الجمال قد أصبحت منتشرة في منطقة الصحراء الكبرى بحلول الألفية الثانية ق.م، إلا أنها اختفت مجددا من المنطقة قرابة العام 900 ق.م، ولم تظهر مجدد حتى أعاد الفرس إدخالها عند غزوهم مصر بقيادة قمبيز. أستخدمت الجمال عبر معظم شمالي إفريقيا حيث كان الرومان يعينون فصائل من المحاربين راكبي الجمال للتجوال على أطراف الصحراء، إلا أن هذه الجمال الفارسيّة الأصل لم تكن مناسبة لأغراض التجارة والسفر عبر الصحراء الكبرى فكانت هذه الرحلات النادرة تتم بواسطة عربات تجرها الأحصنة.

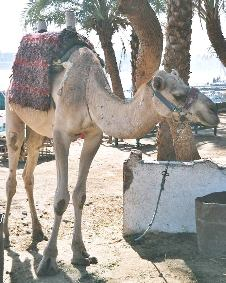
جمل عربي مستأنس

بدأت سلالات الجمال العربيّة الأقوى والأكثر تحمّلا من السلالات الفارسيّة تتوافد إلى إفريقيا في القرن الرابع، إلا أنها لم تصبح مألوفة في المنطقة إلا خلال فترة الفتح الإسلامي لشمال إفريقيا. وعلى الرغم من أن الفتح تم بمعظمه بواسطة الأحصنة إلا أن الطرقات الجديدة التي وُصلت بالشرق الأوسط سمحت بأن يتم استيراد الجمال من شبه الجزيرة بأعداد كبيرة، وكانت هذه الجمال متأقلمة كثيرًا للسفر لفترات طويلة بالصحراء وقادرة على حمل أعباء كبيرة مما مكن الأفراد من التجارة عبر الصحراء الكبرى لأول مرة.
|  | الجمل العربي |
|  | |
|  | \| \| † جمل نوبلوخ \| \| \| \| \| \| الجمل الوحشي (الجمل الوحشي ذو السنامين) \| \| \| \| \| \| الجمل ذو السنامين \| \| \| \| |
|  | |
|  | † جمل نوبلوخ |
|  | |
|  | الجمل الوحشي (الجمل الوحشي ذو السنامين)                                                                                      |
|  | |
|  | الجمل ذو السنامين |
|  | |

|  | † جمل نوبلوخ                            |
|  |                                         |
|  | الجمل الوحشي (الجمل الوحشي ذو السنامين) |
|  |                                         |
|  | الجمل ذو السنامين                       |
|  |                                         |

|  | الجمل العربي |
|  | |
|  | \| \| † جمل نوبلوخ \| \| \| \| \| \| الجمل الوحشي (الجمل الوحشي ذو السنامين) \| \| \| \| \| \| الجمل ذو السنامين \| \| \| \| |
|  | |
|  | † جمل نوبلوخ |
|  | |
|  | الجمل الوحشي (الجمل الوحشي ذو السنامين)                                                                                      |
|  | |
|  | الجمل ذو السنامين |
|  | |

|  | † جمل نوبلوخ                            |
|  |                                         |
|  | الجمل الوحشي (الجمل الوحشي ذو السنامين) |
|  |                                         |
|  | الجمل ذو السنامين                       |
|  |                                         |

|  | الجمل العربي |
|  | |
|  | \| \| † جمل نوبلوخ \| \| \| \| \| \| الجمل الوحشي (الجمل الوحشي ذو السنامين) \| \| \| \| \| \| الجمل ذو السنامين \| \| \| \| |
|  | |
|  | † جمل نوبلوخ |
|  | |
|  | الجمل الوحشي (الجمل الوحشي ذو السنامين)                                                                                      |
|  | |
|  | الجمل ذو السنامين |
|  | |

|  | † جمل نوبلوخ                            |
|  |                                         |
|  | الجمل الوحشي (الجمل الوحشي ذو السنامين) |
|  |                                         |
|  | الجمل ذو السنامين                       |
|  |                                         |

|  | الجمل العربي |
|  | |
|  | \| \| † جمل نوبلوخ \| \| \| \| \| \| الجمل الوحشي (الجمل الوحشي ذو السنامين) \| \| \| \| \| \| الجمل ذو السنامين \| \| \| \| |
|  | |
|  | † جمل نوبلوخ |
|  | |
|  | الجمل الوحشي (الجمل الوحشي ذو السنامين)                                                                                      |
|  | |
|  | الجمل ذو السنامين |
|  | |

|  | † جمل نوبلوخ                            |
|  |                                         |
|  | الجمل الوحشي (الجمل الوحشي ذو السنامين) |
|  |                                         |
|  | الجمل ذو السنامين                       |
|  |                                         |

### الاستفادة من الجمل العربي
يستفاد من الجمل العربي اليوم كمصدر للحليب واللحم بالإضافة لاعتباره من بهائم للحمل والركوب، وهي تركع أرضا على عكس الأحصنة لتحميل البضائع والركاب. وللجمال العربية سمعة سيئة عن كونها مخلوقات عنيدة سيئة الطباع تقوم برفس وعض والبصق على سائسها، ولكن في الواقع فإن هذه الحيوانات تظهر على أنها لطيفة، صبورة، طيّعة، وذكيّة، وبحال كان الجمل يشعر بالاستياء فإنه سيظهر ذلك عبر ضرب الأرض بقوائمه والعدو. يمكن رؤية أفراد من الشرطة وهم يمتطون الجمال في العديد من المواقع السياحيّة الواقعة في الصحراء بمصر.

### سباق الهجن
تزوّج الجمال العربيّة انتقائيّا أيضا لتنتج سلالات خفيفية الوزن، سريعة الحركة تسمّى بالهجن في اللغة العربية (مفردها هجين) تستخدم في السباق. وسباق الهجن رياضة مشهورة في كل من المملكة العربية السعودية، سلطنة عمان، مملكة البحرين، دولة قطر، الإمارات العربية المتحدة، والأردن وأستراليا، ومنغوليا، وهذه الرياضة كما رياضة سباق الأحصنة، تُعد إحدى وسائل الجذب السياحي والمراهنة. يمكن للهجن أن تعدو بسرعة تصل إلى 65 كيلومتر في الساعة (40 ميل في الساعة) وتستطيع المحافظة على سرعة 40 كيلومتر في الساعة (25 ميل في الساعة) لحوالي الساعة من الوقت.
يقود الهجين في العادة فارسٌ (جوكي) طفل، ولكن الإدعاءات المؤخرة بانتهاك الحقوق الإنسانية لهؤلاء أدّت إلى منع هذه الظاهرة في الإمارات وقطر، كما وأدّى الجدال بشأن مسألة استعباد الأولاد إلى اللجوء للروبوتات للتحكم بالجمال المتسابقة. 

## مزاين الإبل
تستخدم الإبل في مسابقات الجمال خصوصا في الخليج العربي، كدول المملكة العربية السعودية وسلطنة عمان والإمارات العربية المتحدة ودولة قطر ودولة الكويت.. وتسمى هذه المهرجانات مزاين

## الجمال الوحشيّة في أستراليا

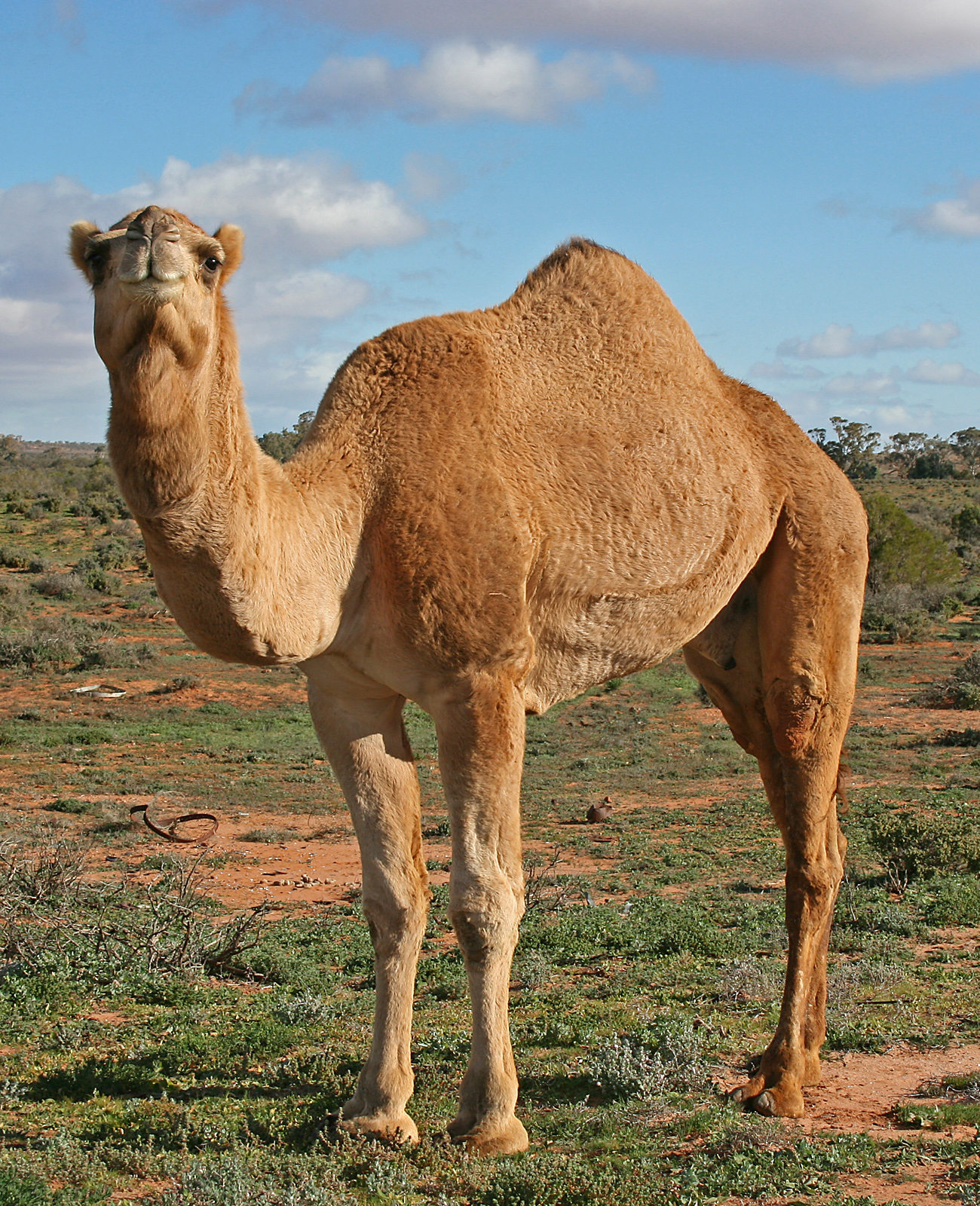
جمل عربي وحشي في الصحراء الأسترالية، بالقرب من سيلفرتون، نيوساوث ويلز

أدخلت الجمال العربية إلى أستراليا لأول مرة خلال القرن التاسع عشر لغرض استعمالها في استكشاف قلب القارة الصحراوي، وبعد أن حدث تطوّر في وسائل النقل خلال الربع الأخير من ذلك القرن حتى أخذت القطارات ومن ثم السيّارات الأولى تحلّ شيئا فشيئا مكان البهائم، فقام الكثير من أصحاب الجمال بإطلاق سراحها في البريّة حيث شكّلت قطعان كبيرة أخذت من الصحراء الأسترالية موطنا لها.
أحضر البشر العديد من السلالات المستأنسة إلى أستراليا من مختلف أنحاء العالم، إلا أن معظمها كان من الهند. وشملت هذه السلالات النخبة من إبل البشاري من شمال إفريقيا وشبه الجزيرة العربية، جمال بيكانري الحربيّة من راجستان بالهند، وجمال الأراضي المنخفضة الهنديّة الحمّآلة، القادرة على نقل حمولات ضخمة يصل وزنها لقرابة 800 كيلوغرام (1760 رطل). تعدّ الجمال الوحشيّة الأسترالية اليوم خليط من جميع هذه السلالات، إلا أنه لا يزال يمكن التمييز بين صنفين أو شكلين أساسيين منها: الشكل النحيف المخصص للركوب، والشكل الضخم المخصص للحمالة.
أدخلت الآلاف من الجمال العربية إلى أستراليا ما بين عاميّ 1840 و1907 لغرض استكشاف المناطق القاحلة في أستراليا الوسطى والغربيّة. وقد أستخدمت هذه الحيوانات في الركوب، الجر، والحمولة عند التنقل في الداخل الأسترالي ولإنشاء السكك الحديديّة ومدّ خطوط الهاتف؛ بالإضافة لتأمين البضائع للمناجم البعيدة والمستوطنات.
أظهرت الدراسات التي جرت على هذه الجمال أن تأثيرها على البيئة الأسترالية محدود جدّا، فهي ليست مضرّة أو مدمّرة كما باقي الأنواع الدخيلة، حيث تفضّل أن تقتات على أنواع من النباتات والأشجار لا تستسيغها الحيوانات البلديّة؛ وتشكّل الأعشاب 2% فقط من نسبة غذائها؛ وبما أنها لا تمتلك حوافر فإنها لا تسبب انجرافا للتربة كما تفعل الحافريات الأخرى. إلا أن بعض المزارعين يعتبر الجمال من الآفات الزراعية، ويقول البعض الأخر أن ازدياد أعدادها المتواتر قد يشكّل خطرا على النباتات المحليّة. يفترض بعض العلماء أن الجمل العربي يعتبر بديلا بيئيّا للديبروتودون المنقرض، كما يُعتبر الدنغ بديلا للثايلسين (المعروف باسم الببر التسماني) في أستراليا.

## اقرأ كذلك
- جمل وحشي
- جمل ذو سنامين
- جمل خراساني: هجين بين جمل عربي وجمل ذي سنامين.
- قائمة سلالات الإبل
- قائمة مزدوجات الأصابع حسب العدد

## وصلات خارجية
- صور لهجين الجمل العربي والجمل ذو السنامين
- الجمل العربي من الألف إلى الياء
- صور ووقائع عن الجمال، نظرة شاملة حول الجمال ودورها التاريخي المهم
- معلومات وصور حول ولادة جمل عربي